# Pachypappa warshavensis
Pachypappa warshavensis är en insektsart som först beskrevs av Nasonov 1894. Enligt Catalogue of Life ingår Pachypappa warshavensis i släktet Pachypappa och familjen långrörsbladlöss, men enligt Dyntaxa är tillhörigheten istället släktet Pachypappa och familjen pungbladlöss. Arten är reproducerande i Sverige. Inga underarter finns listade i Catalogue of Life.